# David Ryall
David Ryall (Shoreham-by-Sea, 5 gennaio 1935 – Londra, 25 dicembre 2014) è stato un attore inglese, noto al grande pubblico soprattutto per aver interpretato Elphias Doge in Harry Potter e i Doni della Morte - Parte 1.

## Filmografia parziale

### Cinema
- Il fantasma innamorato (Truly, Madly, Deeply), regia di Anthony Minghella (1990)
- Il giro del mondo in 80 giorni (Around the World in 80 Days), regia di Frank Coraci (2004)
- Harry Potter e i Doni della Morte - Parte 1 (Harry Potter and the Deathly Hallows - Part 1), regia di David Yates (2010)
- Hysteria, regia di Tanya Wexler (2011)
- Quartet, regia di Dustin Hoffman (2012)
- Automata (Autómata), regia di Gabe Ibáñez (2014)

### Televisione
- Mi benedica padre (Bless Me Father) - serie TV, 9 episodi (1978-1981)
- The Singing Detective - serie TV, 6 episodi (1986)
- La vera storia di Jack lo squartatore (Jack the Ripper), regia di David Wickes - miniserie TV (1988)
- The Woman in Black, regia di Herbert Wise - film TV (1989)
- Il piccolo popolo dei Graffignoli (The Borrowers) - serie TV (1992)
- Delitto di stato (Fatherland), regia di Christopher Menaul – film TV (1994)
- L'ispettore Barnaby (Midsomer Murders) - serie TV, episodio 12x05 (2009)
- The Village - serie TV 9 episodi (2013-2014)
- L'amore e la vita - Call the Midwife (Call the Midwife) - serie TV, 1 episodio (2015)

## Doppiatori italiani
Nelle versioni in italiano delle opere in cui ha recitato, David Ryall è stato doppiato da:
- Gianni Vagliani ne Il piccolo popolo dei Graffignoli
- Dante Biagioni in Harry Potter e i Doni della Morte - Parte 1
- Carlo Reali ne Il giro del mondo in 80 giorni
- Mauro Bosco in Delitto di stato
- Paolo Lombardi in Quartet
- Luciano De Ambrosis in Hysteria
- Bruno Alessandro in Automata